# Нолькен, Карл Станиславович
Барон Карл Станиславович фон Нолькен (нем. Karl Joseph Stanislaw Freiherr von Nolcken; 1859 — 1918 или 1919) — российский военный и государственный деятель.

## Биография
Родился 19 (31) марта 1859 года в Кубанской области, где служил его отец — в станице Каладжинская. Происходил из старинного баронского рода. В семье генерал-майора Станислава Ивановича фон-Нолькен (1823—1895) и его супруги Эмилии фон-Эссен было 11 сыновей и 3 дочери. Наиболее известны Карл и Иван, меньше — Константин. Упоминаются также Александр, Софья и Елена. 
Окончил Николаевское инженерное училище и Николаевскую академию Генерального штаба. Состоял на военной (с 1877) и гражданской службе. Будучи прикомандированным к военно-торговому флоту, он участвовал в нескольких исследовательских экспедициях к побережью североамериканского континента, о чём с удовольствием вспоминал впоследствии.
В 1885 году в Москве женился на Марии Клейн. В августе 1887 года в Минске у них родился сын Евгений.
Неожиданно для самого себя, 16 января 1898 года был назначен полицмейстером в Санкт-Петербург; 6 мая 1903 года произведён в полковники; в 1904 году был переведён обер-полицмейстером в Варшаву.
13 марта 1905 г. в 8 ч. 15 мин. вечера в Варшаве на дворе пражского участка взорвалась бомба, причём было ранено четыре городовых, два посторонних лица и сам злоумышленник, который был задержан помощником пристава Хвощинским. Преследовавший злоумышленника городовой убит. Барон Нолькен, спешивший к месту происшествия, проезжал по улице Новый Свят. Близ замка, не доезжая моста, в него была брошена бомба. Нолькен был тяжело ранен в лицо, правую руку и правую ногу.
C 6 октября 1905 года исполнял обязанности Томского губернатора; утверждён в должности в 1907 году и занимал её до 14 сентября 1908 года. В 1908—1910 годах был Могилёвским губернатором. С 6 мая 1909 года — генерал-майор. В отставку ушёл в чине генерал-лейтенанта. В 1912 году жил в Петербурге по адресу: Васильевский остров, 1-я линия, 34. Также в его владении было имение в Могилёвской губернии.
Судя по косвенным документальным свидетельствам, он был расстрелян после 1917 года. В документах департамента, в обязанности которого входило осуществление надзора над представителями дворянского класса, фигурирует его брат, Иван фон Нолькен, который назвал себя «братом расстрелянного губернатора». Также имеются сведения, что в октябре 1919 года в газете «Минский Курьер» было сообщение о расстреле барона Нолькена большевиками в Гомеле.